# Crkva Uznesenja Gospodnjeg u Trpinji
Crkva Uznesenja Gospodnjeg u Trpinji u Hrvatskoj je pravoslavna crkva, u sastavu Osječkopoljske i baranjske eparhije Srpske pravoslavne crkve, a koja je posvećena blagdanu Isusova preobraženja. Današnja crkva sagrađena je sredinom 18. stoljeća a posvećena 1753. godine. Srpsko pravoslavno stanovništvo naselilo je Trpinju od 1527. godine. Crkva je upisana u Registar kulturnih dobara Republike Hrvatske, a posljednja obnova završena je 2011. godine.

## Povijest
Starija crkva na mjestu današnje građevine prvi put je spomenuta 1695. godine. Opis crkve iz 1733. godine navodi da je donji dio zida bio izgrađen od kamena, dok je ostatak bio od drveta, prekriven blatom i hrastovim šindrama. Zgradu je posvetio Nikanor Melentijević. Današnja zgrada dovršena je sredinom 18. stoljeća i posvećena je od strane Sofronija Jovanovića. Parohijski centar izgrađen je 1908. godine. Tijekom Drugog svjetskog rata u Jugoslaviji i genocida nad Srbima u Nezavisnoj Državi Hrvatskoj, crkva je pretvorena u rimokatoličku crkvu, a svećenik Stjepan Rade iz Đakova-Osijeka provodio je prisilne konverzije.